# 고시엔 (효고현)
고시엔(일본어: 甲子園, 갑자원)은 효고현 니시노미야시 남동부 지역의 명칭이다. 고시엔을 포함한 현행 행정 지명은 JR 고베 선의 근처에서 국도 제2호선 · 한신 전기 철도 본선에 걸쳐 해안에 이르기 광범위하게 분포하고 있다.

## 개요
야구장 한신 고시엔 구장의 소재로 유명하다. 단순히 고시엔이라고 하면 이 구장을 가리키는 경우가 많다. 이 밖에 무코가와 여자대학의 학사인 고시엔 회관 등 다이쇼 ~ 쇼와 시기의 역사적인 근대 건축물이 많이 남아있다. 니시노미야나나엔이라는 고급 주택가 중 하나이다. 고시엔을 포함한 지명을 모두 포함하면 니시노미야나나엔 중 가장 면적이 넓어진다.

## 지리
1951년에 니시노미야 시에 편입될 때까지 무코 군 나루오 촌이라고 불리었던 이 지역은 한때 무코 강 지류로 에다 강(枝川) · 사루 강(申川)이라는 강이 존재했다. 국도 제2호선 우에코시엔 교차로에서 한신 고시엔 역 방향으로 성장 간선 도로는 완만하게 커브하고 있다. 이것은 에다 강의 수로 자취이며, 이 도로의 양쪽에 주거 지역이 조성되어 있다. 사루 강의 흔적도 도로가 정비되어 있다.